# 545-я пехотная дивизия (вермахт)
545-я пехотная дивизия (нем. 545. Grenadier-Division) — тактическое соединение сухопутных войск нацистской Германии периода Второй мировой войны.

## История
545-я пехотная дивизия была сформирована 10 июля 1944 года как «заградительная дивизия» в 12-м военном округе во время 29-й волны мобилизации вермахта.
После завершения комплектования и подготовки, дивизия вошла в состав 11-го армейского корпуса СС обергруппенфюрера СС и генерала войск СС Маттиаса Кляйнхайстеркампа. 9 октября 1944 года дивизия была переименована в 545-ю народную пехотную дивизию (545. Volksgrenadier-Division). С октября оборонялась на рубежах реки Нарев в центральной Польше.
В феврале 1945 года дивизия была расформирована из-за тяжёлых потерь на Барановском плацдарме, остатки дивизии вошли в состав 78-й народной штурмовой дивизии.
Дивизия была создана вновь в Силезии в апреле 1945 года. В мае 545-я народная пехотная дивизия с боями отступила в район Губена, где была окончательно уничтожена Рабоче-крестьянской Красной армией.

## Местонахождение
- с июля по август 1944 (Галиция)
- с августа 1944 по январь 1945 (Польша)
- с января по апрель 1945 (Силезия)

## Подчинение
- 11-й армейский корпус СС 17-й армии группы армий «Северная Украина» (10 июля 1944 — 9 января 1945)
- 49-й горный армейский корпус 1-й танковой армии группы армий «Центр» (январь — февраль 1945)
- Танковый корпус «Великая Германия» 4-й танковой армии группы армий «Центр» (апрель — май 1945)

## Командиры
- генерал-майор Отто Обенаус (7 июля 1944 — 16 января 1945)
- генерал-майор Эммануэль фон Килиани (16 января — 7 февраля 1945)
- генерал-майор Ганс-Эрнст Кольсдорфер (20 апреля — 8 мая 1945)

## Состав
- 1085-й пехотный полк (Grenadier-Regiment 1085)
- 1086-й пехотный полк (Grenadier-Regiment 1086)
- 1087-й пехотный полк (Grenadier-Regiment 1087)
- 1545-й артиллерийский полк (Artillerie-Regiment 1545)
- 1545-й противотанковый дивизион (Panzerjäger-Abteilung 1545)
- 545-я стрелковая рота (Füsilier-Kompanie 545)
- 545-й батальон связи (Nachrichten-Abteilung 545)
- 1545-й отряд материального обеспечения (Nachschubtruppen 1545)
- 1545-й полевой запасной батальон (Feldersatz-Bataillon 1545)